# Hontangas
Hontangas es un municipio y localidad española de la provincia de Burgos, en la comunidad autónoma de Castilla y León, comarca de la Ribera del Duero, partido judicial de Aranda.

## Geografía
Es un pueblo situado en el sur de la provincia de Burgos en la vertiente atlántica de la provincia, a 840 m s. n. m., a unos 100 km de la ciudad de Burgos y 15 km de Aranda de Duero.
El municipio tiene 12,22 km² y cuenta con 93 habitantes (2023).
Está atravesado por el río Riaza y el arroyo Hontanguillas (o río Viejo). Su nombre es un derivado de Fontangas: el pueblo de las fuentes, que efectivamente abundan en él. Al pie del Páramo de Corcos (Ajares-954 m s. n. m.).
Por el encajonado valle del arroyo Hontanguillas transcurre la carretera autonómica BU-203 que comunica Fuentecén con Moradillo hasta alcanzar Pardilla en la N-1. La carretera local BU-V-2035 atraviesa la fértil vega conectando con la carretera autonómica BU-200 que partiendo de Adrada nos conduce a Campillo y atravesando la N-1 finaliza en Fuentelcésped.
El término municipal confina al N con el municipio de Haza, al E con Campillo de Aranda y Torregalindo, al S con Moradillo de Roa y La Sequera de Haza, y al O con Adrada de Haza.

## Historia
Villa perteneciente a la antigua Comunidad de Villa y Tierra de Aza, tenía jurisdicción de señorío cuyo alcalde ordinario era nombrado por el conde de Miranda.
A la caída del Antiguo Régimen queda constituida como ayuntamiento constitucional del mismo nombre en el partido de Roa, región de Castilla la Vieja, que en el censo de la matrícula catastral contaba con 54 hogares y 194 vecinos.

### SigloXIX
Así se describe a Hontangas en la página 282 del tomo XII del Diccionario geográfico-estadístico-histórico de España y sus posesiones de Ultramar, obra impulsada por Pascual Madoz a mediados del siglo XIX:

HONTANGAS

Villa con ayuntamiento en la provincia, audiencia territorial y capitanía general de Burgos (16 leguas), partido judicial de Roa (3) y diócesis de Osma (11).
Situada en un valle llamado de Aza, donde a pesar de hallarse dominada de cerros disfruta de bastante buena ventilación; su clima es sano, y las enfermedades que comúnmente se padecen son las intermitentes, con especialidad en la estación de otoño.
Tiene 80 casas con la consistorial, que sirve también de cárcel y local para la escuela; esta es de primera educación, y asisten a ella 23 niños y 10 niñas, cuyos alumnos pagan al maestro la retribución de una fanega de trigo por cada uno.
Hay además una pequeña plaza; dos pósitos, uno nacional y otro pío, que entre ambos reúnen el fondo de 52 fanegas de centeno; una fuente próxima a la población, cuyas aguas son abundantes y gruesas, pero saludables; una iglesia parroquial matriz y de segundo ascenso (San Juan Bautista) y una ermita (Nuestra Señora de la Cueva) dentro del pueblo, construida bajo un enorme peñasco, y que solo se distingue en el exterior por una magnífica y vistosa espadaña; el culto de dicha parroquia está servida por un cura párroco y un sacristán.
Confina el término N Adrada; E Campillo; S La Sequera (todos de la provincia de Segovia), y O Moradillo.
El terreno de los páramos y cerros es de mediana calidad, pero el que comprende la vega es de buena, y se riega con las aguas del río Riaza y las del arroyo Ontanguillas, que corren por el término.
Los caminos se hallan en malísimo estado, y dirigen de Aranda de Duero a Segovia.
Correos: la correspondencia se recibe de dicho Aranda por los mismos interesados.
Producciones: trigo, vino, cáñamo, patatas, guisantes y varias frutas; ganado lanar y vacuno; caza de liebres y perdices en abundancia, y pesca de truchas, anguilas y otros peces.
Industria: la agrícola y 2 molinos harineros; se extrae cáñamo y vino.
Población: 54 vecinos, 194 almas.

Capital productivo: 877.900 reales. Imponible: 83.364. Contribución: 6.278 reales 6 maravedíes. El presupuesto municipal asciende a 4.000 reales, y se cubre por reparto vecinal.

## Demografía
Hontangas cuenta con una población de 99 habitantes (INE 2024).
| Gráfica de evolución demográfica de Hontangas entre 1842 y 2021                                                       |
| |
| Población de derecho según los censos de población del INE. Población de hecho según los censos de población del INE. |

## Patrimonio

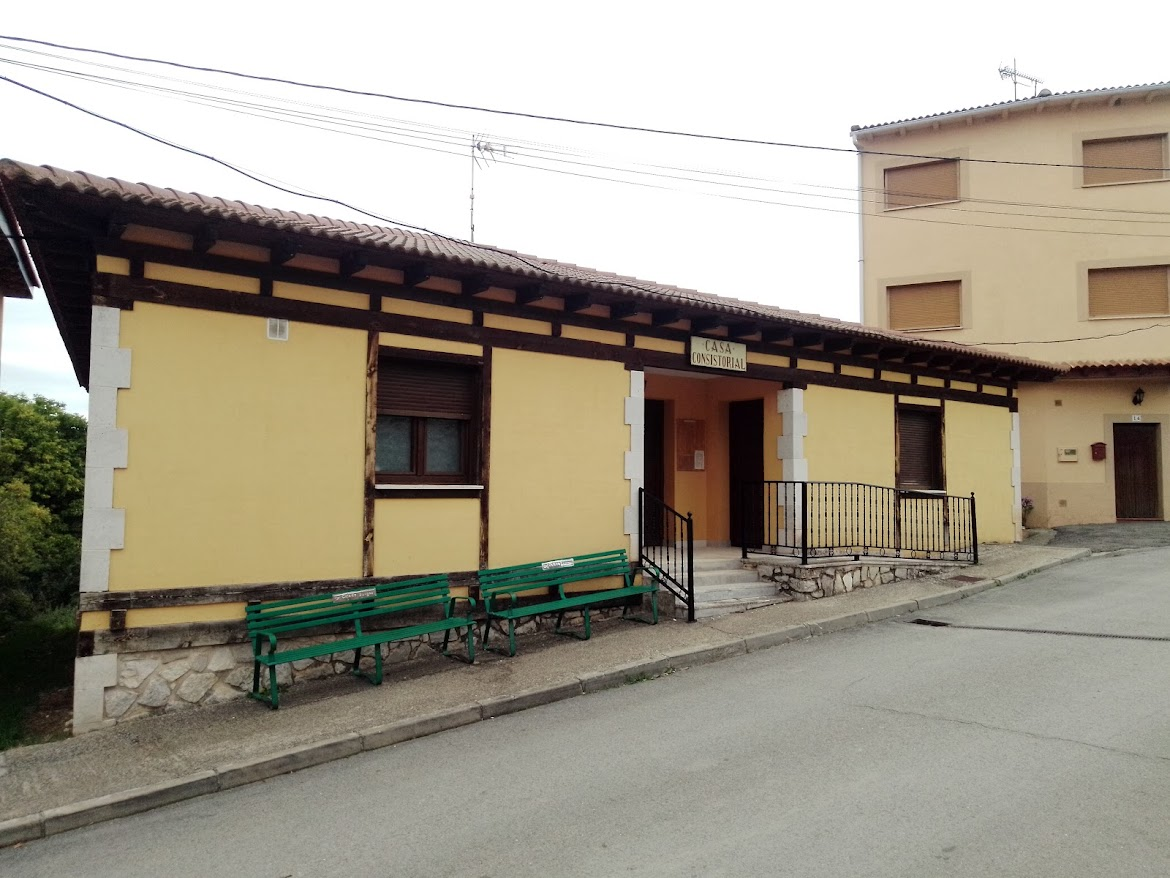
Casa consistorial

Destacan la ermita de la Virgen de la Cueva, la iglesia de San Juan Bautista, el puente sobre el río Riaza, la fábrica de electricidad (actualmente sin actividad) y los molinos.
La leyenda de la Virgen de la Cueva es bastante peculiar. Se cuenta que los señores de Haza divisaron desde su castillo una luz que salía de la cueva y que al acercarse a ver de qué se trataba encontraron la talla de la Virgen, que quisieron llevarse a Haza en un carro de bueyes, quienes por más fuerza que hiciesen no conseguían mover el carro. Otra versión cuenta que unos labradores del pueblo vecino de Adrada de Haza, descubrieron la Virgen en una cueva cercana a su pueblo. Intentaron llevarla a su pueblo para crearle un santuario en su pueblo. Pero, según la leyenda, cuando la subieron a un carro para llevársela, los mulos no quisieron andar y, por mucho que lo intentaron, no pudieron mover la estatua del sitio en donde estaba. Así, decidieron crear allí mismo la ermita de la Virgen de la Cueva. Las personas que allí acudieron para admirar la Virgen formaron el pueblo de Hontangas.

## Parroquia
Iglesia parroquial católica de San Juan Bautista en el arciprestazgo de Roa, diócesis de Burgos. Dependen las localidades de Adrada de Aza, Fuentemolinos, Moradillo de Roa y La Sequera de Aza.